# Camille Douls
Camille Douls, né le 18 octobre 1864 à Sévérac-l'Église et mort le 6 février 1889 à Akabli (Algérie actuelle), est un explorateur français du Sahara et de l'Afrique du Nord. Il a pu pénétrer 1887 dans le Sahara occidental à une époque où la région était fermée aux étrangers, vivre parmi les populations maures (nomades Ouled Delim) et rapporter de précieuses informations sur leur mode de vie et leur environnement.

## Biographie

### Enfance et formation
Camille Douls est le fils de Marie Truel et de François Douls, géomètre de l'Aveyron ayant combattu pendant la conquête de l'Algérie. Il fait ses études au pensionnat Saint-Joseph, à Rodez, tenu par les Frères des Écoles Chrétiennes. C'est alors un solitaire qui participe peu aux jeux de ses compagnons d'école. Étudiant très moyen, il rêve d’ailleurs et apprend grâce à son père le dessin, la cosmographie, la géologie, la zoologie et la botanique.  Il part terminer ses études à Paris en 1880. Il s'intéresse aux sciences naturelles, ainsi qu'à l'exploration de l'Afrique, qui le passionne de plus en plus. Il effectue un voyage aux Antilles au début des années 1880.

« Vers 18 ans, une circonstance me permit de faire un voyage aux Antilles. C'était presque la réalisation de mon idéal. J'en revins exalté, la tête pleine de souvenirs de ce beau ciel d'Amérique, de cette nature si exubérante, de cette atmosphère enivrante que mon esprit ardent poétisait encore davantage. »

— Camille Douls

### Premier voyage exploratoire dans le Rio de Oro (1887)

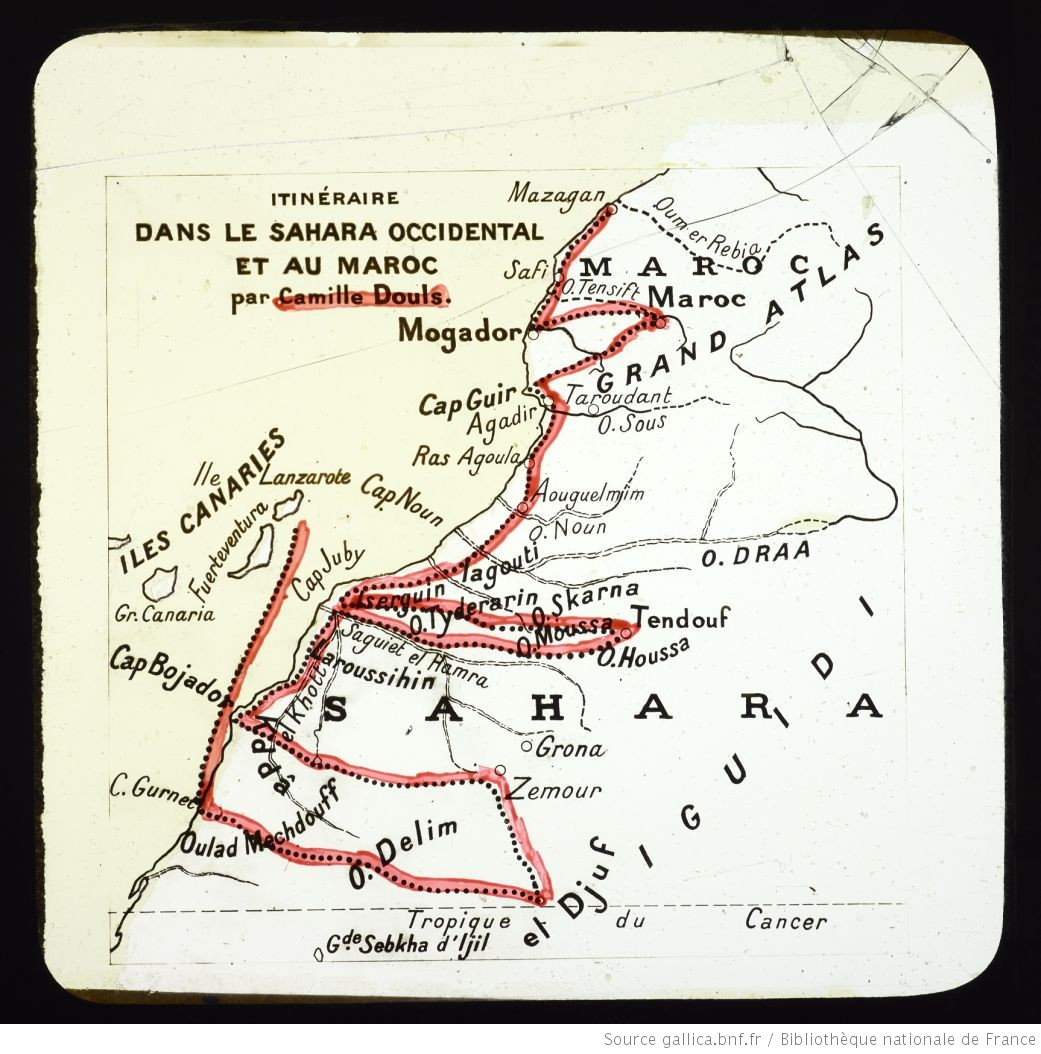
Sahara occidental, itinéraire de Camille Douls en 1887

Prenant l'exemple d'autres explorateurs de son temps - il a notamment rencontré Paul Soleillet -, Camille Douls prépare minutieusement son voyage lors d'un séjour de deux ans au Maroc où il accompagnait un diplomate. Il y apprend l'arabe, les coutumes des musulmans, et des parties du Coran. Il se fait également circoncire. 
Son projet est de traverser le sud du Maroc alors interdit aux Européens par le sultan Hassan ben Mohammed.
Fin 1886, il part pour les îles Canaries. En janvier 1887, il se fait déposer sur la côte africaine par des pêcheurs espagnols à bord de l'Adelaïda, à la hauteur du cap Garnet dans la région de Seguia el-Hamra en passe de devenir protectorat espagnol du Rio de Oro.

« Ma première impression en me trouvant seul sur cette côte stérile et déserte ne fut pas celle de la crainte. J'étais jeune, j'avais trop la foi en mon étoile pour avoir une appréhension sérieuse. Tout au plus ressentais-je un vague sentiment d'inconnu qu'augmentait le silence et le milieu sauvage où je me trouvais. Aussi ce fut sans joie comme sans tristesse que je vis disparaître à mes yeux le dernier vestige de la civilisation. »

Il est alors rapidement capturé par des nomades Ouled Delim, qui le battent et le dépouillent. Ses ravisseurs ne le croient pas musulman et l'enterrent jusqu'au cou dans le sable. Mais Camille se rappelle la prière des agonisants et la récite à voix haute. Ils le délivrent alors. Il est ensuite conduit auprès du cheikh Ma El Aïnin, auprès duquel il parvient à se faire passer pour un musulman ; le cheikh recommande aux Maures de lui faire bon accueil. Il peut ainsi passer cinq mois chez les Ouled Delim, qu'il observe et qu'il questionne au sujet des régions alentour ; il est le premier Européen à vivre au milieu d'une communauté indigène du Sahara. Il est si bien intégré à la tribu qu'il participe à des rezzous. Il se rend à Tindouf, où il est le deuxième Européen à entrer, après Oskar Lenz en 1880. À son retour, autre signe de son excellente intégration au sein de la tribu, le chef du campement, Ibrahim, lui propose sa fille Eliazize en mariage.
Au prétexte d'aller chercher la dot, Camille Douls rentre à Marrakech en passant par la route de Tarfaya, il traverse l'Atlas et passe par Goulimine. À Marrakech, il est reconnu comme chrétien et emprisonné ; la délégation anglaise dans cette ville le fait libérer, puis il rejoint le consulat de France à Mogador. Il rentre ensuite en France, où il publie ses observations.

### Second voyage, du Maroc en direction de Tombouctou (1889)
Admis comme membre de la Société de géographie de Paris, devant laquelle il a donné plusieurs conférences, il est soutenu dans ses projets par Henri Duveyrier qui le met cependant en garde sur les dangers d'une telle expédition. Il souhaite partir de nouveau et obtient une subvention de six mille francs de la ville de Paris. Le 10 juillet 1888, il fait sa dernière conférence devant la Société des lettres, sciences et arts de l'Aveyron. Son itinéraire, reconstitué d'après ses correspondances et les témoignages d'autres européens l'ayant croisé, est décrit par Henri Duveyrier lors de son éloge funèbre du 22 novembre 1889 à la Société de Géographie. 
Son projet est alors de reprendre l'itinéraire interrompu de Paul Flatters en partant du Sud algérien pour atteindre Tombouctou et le lac Tchad. Il embarque à Marseille le 15 juillet 1888 et arrive à Tanger le 24 juillet. Le 20 août, il monte à Gibraltar à bord d'un paquebot qui le mène à Alexandrie, puis il voyage jusqu'à Tanta (8 septembre) et El-Tor (15 septembre) où, habillé en arabe, il parvient à intégrer un groupe de pèlerins revenant de la Mecque, et se fait appeler El-Hadj Abd'El-Mâlek, nom arabe qu'il s'est choisi. Il est de retour à Tanger vers le mois d'octobre 1888. Il traverse le Maroc en passant par la région du Tafilalet, puis du Touat, pour arriver à Aoulef. Sa caravane se dirige ensuite vers l'oasis d'Akabli, au nord du Tidikelt, point de départ traditionnel des caravanes à destination de Tombouctou. 
C'est lors d'une halte sur le trajet entre Aoulef et Akabli, à 900 km au sud d'Oran, qu'il est assassiné à l'aide d'une corde, vraisemblablement par ses deux guides Touaregs qui avaient découvert sa véritable identité,.  

## Hommages
Rue Camille Douls à Rodez (Aveyron), Decazeville (Aveyron) et Ploudaniel (Finistère). 
En janvier 1907, il est fait état d'une rue de 215 mètres de longueur portant le nom de Camille Douls dans le 20e arrondissement de Paris et reliant le boulevard Gambetta au boulevard Mortier . Elle longeait le côté sud de la caserne des Tournelles. Cette rue est aujourd'hui disparue.